# ウーマンズ・アイランド〜彼女たちの選択〜
『マキアージュ ドラマスペシャル ウーマンズ・アイランド〜彼女たちの選択〜』（マキアージュ ドラマスペシャル ウーマンズ・アイランド かのじょたちのせんたく）は、2006年2月24日（金）21:00 - 22:54に、日本テレビ系列で放送されたテレビドラマ。主演は篠原涼子。
原作は林真理子の小説『ウーマンズ・アイランド』。視聴率10.7%。資生堂の一社提供で、資生堂のメーキャップブランド「MAQuillAGE（マキアージュ）」のイメージモデルである篠原涼子、栗山千明、蛯原友里が出演し（同じくイメージモデルの伊東美咲は出演していない）、マキアージュ ドラマスペシャルとして放送された。

## あらすじ
主人公の高瀬祐季は、汐留の巨大ビル群の中にある小さな編集プロダクションで働くフリーペーパーの編集者。日々の仕事に追われ、やり甲斐を感じる事さえなくなっていた祐季は、新しい町を闊歩するキレイな女性達を見るたび、自分の地味な現実と比べて不公平だと思ってしまう。そんな祐季がある日、汐留発信のフリーペーパー 『Tokyoite』 の創刊が決まり、企画会議で、その場の思いつきで 「汐留美人特集とか？」 と無難な発言をしたつもりが担当になってしまい後悔する。早速、取材相手を後輩でアルバイトの藤島玲が探してくる。そこで出会う広告代理店勤務の石川絵里子とコーヒーショップ・ストアマネージャーの小森葉月、この二人との出会いによって、祐季の人生が大きく変わっていく。

## キャスト
- 高瀬 祐季〈31〉 - 篠原涼子
編集プロダクション・編集者
- 藤島 玲〈24〉 - 栗山千明
編集プロダクション・アルバイト
- 小森 葉月〈28〉 - 中越典子
コーヒーショップ・ストアマネージャー
- 石川 絵里子〈30〉 - 井川遥
広告代理店勤務
- 杉下 一哉〈32〉 - 中村俊介
祐季の恋人。電気メーカー・営業
- 篠田 庸介〈33〉 - 山崎樹範
絵里子の恋人。銀行員
- ユリ - 蛯原友里
フラワーショップ店員
- バイク便の青年 - 田中圭
- 深沢 裕人〈33〉 - 谷原章介
人気俳優。絵里子の元恋人
- 加賀見 誠 - 風間トオル
葉月の不倫相手。広告代理店・部長
- 久我山 太一 - 西村雅彦
編集プロダクション・編集長

## スタッフ
- 原作 - 林真理子『ウーマンズ・アイランド』（マガジンハウス刊）[1]
- 脚本 - 松田裕子
- 演出 - 吉野洋
- 音楽 - 菅野祐悟
- 挿入歌 - 山田タマル「My Brand New Eden」（BMG JAPAN）
- プロデュース - 加藤正俊
- 技術協力 - 日テレ映像センター
- 美術協力 - 日テレアート
- 製作著作 - 日本テレビ